# Merops americanus
Merops americanus là một loài chim trong họ Meropidae.